# Melitta piersbakeri
Melitta piersbakeri är en biart som beskrevs av Engel 2005. Melitta piersbakeri ingår i släktet blomsterbin, och familjen sommarbin. Inga underarter finns listade i Catalogue of Life.